# Loveridgea
Loveridgea – rodzaj amfisben z rodziny Amphisbaenidae. 

## Zasięg występowania
Rodzaj obejmuje gatunki występujące endemicznie w Tanzanii.

## Systematyka

### Etymologia
Loveridgea: Arthur Loveridge (1891–1980), amerykański herpetolog.

### Podział systematyczny
Do rodzaju należą następujące gatunki:
- Loveridgea ionidesii (Battersby, 1950)
- Loveridgea phylofiniens (Tornier, 1899)